# ステアリング

アッカーマン・ジャントー機構。低速で理想的な車輪の向きは、前輪の左右で平行にはならず異なったものになる。それぞれの車軸が回転の中心を通るような向きとなる

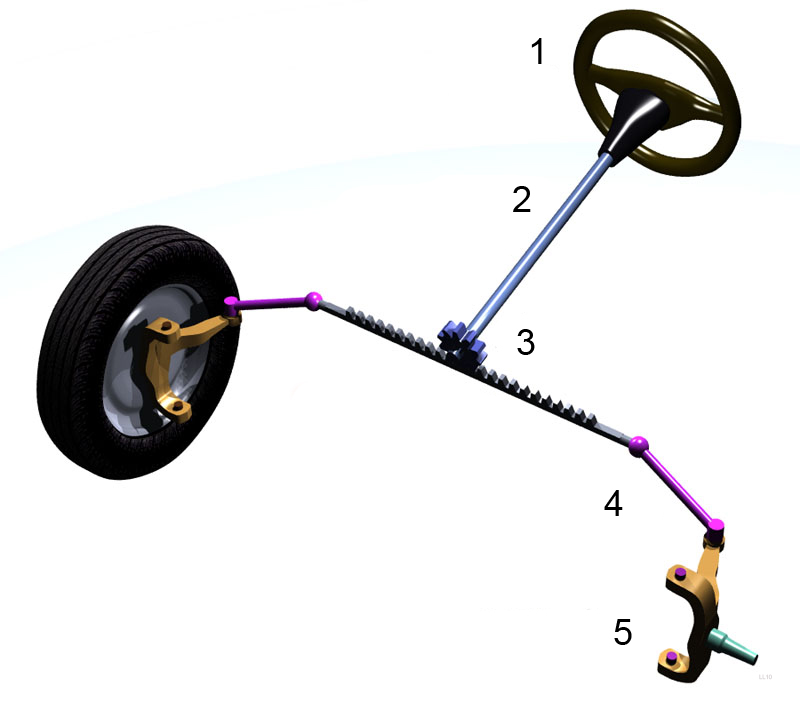
ラック・アンド・ピニオン型のステアリングのメカニズム：1 ステアリング・ホイール; 2 ステアリング・シャフト; 3 ラック・アンド・ピニオン; 4 タイ・ロッド; 5 キングピン

四輪操舵式のステアリングの位相切り替えの図

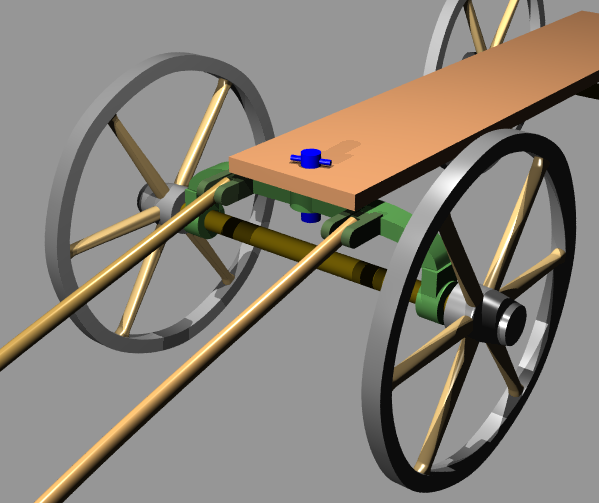
自動車のステアリングの古い原型となった馬車のステアリング機構（馬が引く黄色のロッドの向きと連動して、青色部分を軸にして回転する）

ステアリング（英語: steering）とは、乗り物の進行方向を任意に変えるためのかじ取り装置のこと。日本語の専門用語では「操舵装置」という。
小型船舶から、自転車、オートバイ、自動車から戦車にいたる陸上の車両まで広く使用されている。
以下では自動車で使われるステアリング機構とステアリング・ホイール（円形ハンドル）について説明する。

## 概要
自動車のステアリングで一般的なのは、2つの前輪の角度を変える方式のものである。その一般的なステアリングを構成するメカニズムは、一般的には以下の部分から構成される。
- ステアリング・ホイール（ハンドル）
- ステアリング・コラム
- ステアリングシャフト
- ステアリング・ジョイント
- ステアリング・ギア
  - ウオーム・アンド・セクター式（worm and sector type steering gear. ウォーム・アンド・セクタとも）
    - ウォーム・アンド・セクター - ステアリングシャフト側がウォームギア、ピットマンアーム側がセクターギア（扇形歯車）となったもの
    - ウォーム・アンド・ローラー - ピットマンアームのセクターギアを数個のローラーに置き換えたもの
    - リサーキュレーティング・ボール - ウォームギアとセクターギアの間をボール・ナットとしたもの

  - ラック・アンド・ピニオン式
- ステアリング・リンク機構
  - ピットマンアーム
  - センター・シャフト
  - キングピン
  - リンク
  - リレーロッド
  - タイロッド
  - ナックル・アーム

全自動車に占める台数の割合は少ないものの、四輪操舵式のモデルも様々なメーカーによって製造されている。

## ステアリングの理論
- アッカーマン・ジャントー
- コーナーリング・フォース
- オーバーステア
- アンダーステア
- オフセット

## ステアリングの付加機構
- 衝撃吸収式ステアリングシャフト（コラプシブル ステアリング シャフト）
- パワーアシスト/サーボ（パワーステアリング）
- チルトステアリングコラム
- テレスコピックステアリングコラム
- 四輪ステアリング機構（4WS）
- ギア比可変ステアリング

## ステアリングギア
ステアリングホイールの運動方向を変えると同時に、減速によりトルクを増大して、ロードホイールに伝達する。
- ウォームアンドセクタ型
- ウォームアンドローラ型
- リサーキュレーテッドボール（ボール・ナット）型
- カムアンドレバー型
- ラック・アンド・ピニオン型

## ヒューマンマシンインタフェース
この節では、ステアリングシステムの操作系（ヒューマンマシンインタフェース）のうち、ヒトが操作する部分について概観する。

### 歴史
自動車の黎明期には、レバーやバーといったハンドル（バーハンドルなど）が使われた。すなわち、ステアリングレバーやステアリングバーでありステアリングハンドルであった。4輪自動車以外などには現代でも見られる。
その後4輪自動車では、「ステアリング・ホイール」が主流となった。これを回転させることにより、操舵装置にドライバーの操作を伝え、車輪の向きが変わる。この状態で駆動力を与え、前進または後退させると、車両の進行する向きが変わる。一般的には円形または円形に近い形状が多い。ステアリングホイールは「ステアリング・ハンドル」や単に「ハンドル」とも称される。

### ステアリング・ホイール
一般に「ステアリングホイール」を短縮した「ステアリング」とハンドルが対比されることが多いが、ステアリングは操舵装置全体の名称であり、本来はホイールとハンドルが対比される対象である。ここから現在に続くハンドル(handle)という言い方につながっており、決して日本だけの用語ではない。てこ式の舵棒から、不用意な操舵を防止する近代的なステアリングホイールを装備したのは1897年のパナール・ルヴァッソールが最初である。
現在ではステアリングホイールの操作を軽くするため、油圧または電動モーターで動きをアシストするものも多く、これをパワーステアリングと呼ぶ。多くの油圧式の場合、エンジンによってベルト、または歯車駆動されるベーンポンプで油圧を発生させ、ステアリングギアボックスに装備されたピストンを作動させることで倍力効果を得ている。圧力の伝達（作動油）には、粘度が低く発泡しにくい専用のパワーステアリングフルードを用いる。また、温度上昇による発泡を防ぐため、配管をU字やS字状にして長さを稼いだり、その部分にフィンを設け、クーラーとすることもある。フルード中の気泡は液圧によって体積が容易に変化し、操舵感の悪化やアシスト力の減少を招く（ベーパーロック現象と同様）。パワーステアリングフルードは循環してリザーブタンクに戻り、そこで圧力が開放されて気泡は消滅するため、ブレーキパイプ内に生ずる気泡に比べると、その影響は小さい。
一般的にステアリングホイール中央部のスペースにはホーンボタンやエアバッグが装着されている。スポーク部にカーオーディオ（以前はセンターパッドに配置された物もあった）やハンズフリーフォン、オートマチックトランスミッションや無段変速機の段数を任意に変更するためのスィッチ、アダプティブクルーズコントロールのボタンが装備されている場合もある。スポーツタイプ（純正装着との交換用の社外品）や競技用のステアリングホイールでは、リム部の直進時に真上となる位置にセンターマークが施され、操舵角の目安としているものもある。

#### ステアリングホイールの交換
ステアリングホイールは常に人の手に触れるデバイス（機器）であり、その大きさによって操舵装置の操作力や操作に対するステアリングの舵角も左右されるため、様々な理由により社外品に交換される事がある。
純正品では、エンジン停止時など、パワーステアリングが機能しない状況をも考慮し、操舵力を軽減する目的で外径が比較的大きめとなっていることが多い。これに対し、素早い操作が必要な車種では、小径のステアリングホイールを装備し、操作量に対する舵角を増やすことも行われる。
リム部の材質は、芯材が鋼、アルミ合金、マグネシウム合金（社外品は鋼かアルミ合金）、表面材はウレタン樹脂やポリプロピレンで作られることが多く、スポーツカー、GTカー、高級車などでは、リム表面を木製や本革巻などとして、差別化が図られている。
こうしたことが背景となり、アフターマーケットには様々なデザインや直径、握りの太さと断面形状、表面材質のステアリングホイールが多数販売されており、チューニングやドレスアップにおいてはステアリングホイールの交換はかつては比較的ポピュラーな手段の一つであった。しかし、近年では上記の通りエアバッグや様々なスイッチが内蔵されるようになってきたことから、交換作業に困難が伴う上、デメリットが大となる事例も増えてきている。
ステアリングホイールの交換は、一般的には純正ステアリングホイールを取り外した後にステアリングボスと呼ばれる社外部品をステアリングシャフトのスプラインに嵌め込んでナットで固定した後、ステアリングボスの上に数本（多くは6本）のボルトで社外ステアリングホイールを取り付ける手法が用いられる。この際、ステアリングボスの長さを選ぶことやステアリングホイールとの間にスペーサーを挟むことで、ステアリングの突き出し量を調整出来るため、ドライバーの体格に合わせてステアリングリムの位置（リーチ）を最適に調整する目的で交換が行われることもある。

## 他の用例
コンピュータ用語
コンピュータのハードウェアにおいて、PCIバスに接続される機器の割り込みを自動的に操作して共有する機能をIRQステアリングと云う。
気象用語
高層大気流の影響によって、低気圧や高気圧の進む方向が変化することをステアリングという。（ステアリング-世界大百科事典）。